# (4233) Palʹchikov
(4233) Palʹchikov ist ein Hauptgürtelasteroid, der am 11. September 1977 von Nikolai Stepanowitsch Tschernych vom Krim-Observatorium aus entdeckt wurde.
Der Asteroid wurde nach dem russischen Astronomiestudenten Nikolaj Borisovich Palʹchikov (1913–1937) benannt. Dieser wurde während der stalinistischen Säuberungen hingerichtet.